# Мануель Діас
Мануель Діонісіос Діас Мартінес (ісп. Manuel Dionysios Díaz Martínez; 8 квітня 1874, Гавана, Куба — 20 лютого 1929, Рочестер, Нью-Йорк, США) — кубинський фехтувальник, дворазовий чемпіон літніх Олімпійських ігор 1904.
На Іграх 1904 року в Сент-Луїсі Діас брав участь у двох змаганнях. Він став чемпіоном і в командному змаганні на рапірах, і в одиночному на шаблях, вигравши дві золоті медалі.